# Jean-Charles de Borda
Jean-Charles de Borda (4. května 1733, Dax – 20. února 1799, Paříž) byl francouzský námořník, geodet, matematik a astronom.

## Život
Borda absolvoval slavnou kolej v La Flèche a brzy vstoupil do armády. V roce 1756 byl za své pojednání o balistice a dráze střel zvolen členem Francouzské akademie věd. O dva roky později vstoupil do námořní služby a věnoval se navigaci, astronomickým a hydraulickým problémům. V letech 1771-1772 vyplul do Severní Ameriky, aby zkoumal spolehlivost chronometru, a při tom upřesnil souřadnice řady bodů na východním pobřeží. Podobně cestoval do Cap Verde a do Západní Afriky. Roku 1782 byl při návratu z ostrova Martinik zajat Angličany, na čestné slovo ale propuštěn. Po návratu nastoupil do ministerstva pro mořeplavbu.

## Dílo
Proslul svými příspěvky v oblasti navigace, geodézie a svými studiemi o velikosti a tvaru Země. Aplikoval řadu svých objevů v armádě, zejména v dělostřelectvu a námořnictvu. Vynalezl reflexní kruh a Bordův kruh se dvěma dalekohledy na přesné měření úhlů. Jeho práce z mechaniky tekutin, například poprvé použité prohnuté lopatky, které snižují ztráty při nárazu vody na lopatku. výrazně podpořily rozvoj hydraulických čerpadel. V letech 1777-1778 sehrál jako generálmajor námořnictva významnou roli v americké revoluci. Pomohl zavést metrický systém ve Francii.
Navrhl nový volební systém, tzv. Bordovo hlasování, v němž volič kandidáty boduje a vítězí kandidát s nejvyšším počtem bodů, a sestavil logaritmické tabulky pro dekadické dělení kruhu.

## Ocenění
Jean-Charles de Borda byl členem Académie des sciences. Je po něm pojmenován také kráter Borda na Měsíci, planetka 175726, mys Borda a ostrov Borda v Austrálii i několik francouzských lodí.
Je jedním ze 72 vědců, jejichž jméno je zvěčněno na Eifellově věži v Paříži.